# 6521行动
6521行动，又称为6521工程，是由中国共产党当局在2009年进行的一次大规模“维稳”工程。据称，“6521”工程的名称则取自2009年为中华人民共和国成立60周年，1959年藏区骚乱50周年，六四事件20周年及镇压法轮功10周年。《南华早报》报导称，这项维稳行动由时任中共中央政治局常委、国家副主席、中央书记处书记习近平主导，任6521委员会主任，时任中共中央政治局常委、中央政法委书记周永康和时任国务委员、公安部部长孟建柱任副主任。
在這個行动下，各省市要求在當地的黨委和公安機關領導下建立臨時的6521個6521工程隊。還要求鄉鎮政府實施6521行动，報告其進入市級或省級以上工作人員的進度情況。